# دارسي والش
دارسي والش (بالإنجليزية: Darcy Walsh)‏ هو لاعب كرة قدم أسترالية أسترالي، ولد في 21 أغسطس 1918، وتوفي في 27 نوفمبر 1962.

## وصلات خارجية
- دارسي والش على موقع AustralianFootball.com (الإنجليزية)
- دارسي والش على موقع AFLtables.com (الإنجليزية)